# 빅 릭스: 오버 더 로드 레이싱
빅 릭스: 오버 더 로드 레이싱(영어: Big Rigs: Over the Road Racing)은 미국 회사 스텔라 스톤이 우크라이나에서 제작한 PC기반의 자동차 경주 게임이다.
플레이어는 4개의 맵에서 컴퓨터의 AI 자동차와 경주를 벌일 수 있다.

## 평가
게임 리뷰 사이트인 게임스팟에서, 평점 0.1을 받아, 역대 최저점을 기록한 바 있다.

## 빅 리그즈: 오버 더 로드 레이싱에 대한 비판들
- 컴퓨터가 조종하는 AI 자동차가 움직이지 않는다.
  - (버전 3에서 수정) 수정된 버전에서는 AI의 자동차가 경기를 정상적으로 진행하나, 결승선 직전에 멈추어서 도착하지 못한다. 따라서, 절대 지지 않는다.
- 후진 시에, 자동차의 속도가 일정하게 늘어나는데 그 속도의 한계가 없다. 이 와중에 키를 떼면 곧바로 멈추게 된다.
- 모든 장애물을 뚫고 달릴 수 있다. 그 예로 다리를 향해 달리면 다리 아래로 뚫고 지나가고, 건물을 향해 달려도 부딪히지 않고 건물을 통과한다.
- 높은 사양에 비해 그래픽이 조잡하다. 위에서 예로 든 다리는 일부 구조가 허공에 떠 있으며 주위에 물이 없다.
- 산을 오를 수 있다. 이때 속도는 전혀 줄지 않는다. 맵을 넘어서도 움직일 수가 있다.
- 체크포인트를 지나가지 않아도 무조건 완주할 수 있다.
- 출발 시 후진만으로도 코스를 통과할 수 있다.
- 경기 시작 후 출발선을 통과하자마자 승리하며 경기가 끝난다. 소프트웨어가 출발과 도착을 구분하지 못했던 것이다.
- 맵이 4개밖에 없는데, 제일 나아 보이는 맵조차 들어가면 게임 자체에 튕김현상이 일어난다.
  - (최신 버전에서 수정) 4번째 맵에 정상적으로 들어갈 수 있으나, 이 맵은 2번째 맵을 거꾸로 뒤집은 것에 불과하다.
- 분명히 작곡가가 Alex Burton인데, 아무 소리도 없는 게임이다. 게임 데이터 상에는 5개의 곡이 존재한다.
- 승리시 YOU'RE WINNER(문법상 올바른 표기는 YOU'RE THE WINNER)라는 비문이 등장한다. YOU'RE WINNER는 한국어로 번역하자면 너는 승리이다. 이것이 유행하여 후에 밈이 되었다.
  - 패치로 수정된 후에는 승리시 YOU WIN이라는 메시지가 등장한다.
- 이 게임의 플롯은 불법 화물을 트럭에 싣고 경찰들을 따돌려 도망치는 것이지만, 화물도 경찰도 전혀 등장하지 않는다.
- 업데이트를 2번이나 했음에도 불구하고 이러한 기본적인 문제는 고쳐지지 않았다.

많은 게이머들이 평가한 이 게임의 비판점은 크게 2가지로, 하나는 게임성(오락성)이 매우 부족하다, 즉 '재미 없다'라는 것이며 다른 하나는 버그가 산재한 불량 게임이라는 것이다.
스텔러 스톤은 본래 <Midnight Race Club: Supercharged!>라는 제목의 레이싱 게임을 개발하려 했으나, 시간에 쫓긴 개발진이 미완성된 소프트웨어에 Big Rigs라는 제목을 붙여 발매하였다. 시간이 없다는 이유로 미완성된 게임을 판매한 것이 참사를 낳았다.